# الگار دو مسا
الگار دو مسا (به اسپانیایی: Algar de Mesa) یک شهرستان در اسپانیا است که در استان گوادالاخارا واقع شده‌است.